# 仙谷由人
仙谷由人（日语：せんごく よしと，1946年1月15日—2018年10月11日），日本政治人物，民主黨籍眾議員，律師出身，曾任內閣官房長官及法務大臣等職。

## 生平
1990年的第39回眾議院議員選舉日本社會黨公認原德島縣全縣區候選人首次當選了。2009年在鳩山由紀夫內閣就任內閣府特命擔當大臣（行政刷新擔當）。2010年菅直人內閣就任內閣官房長官。

## 荣誉

### 日本勋章奖章
- 旭日大绶章（2018年11月2日决定追授）

### 外国勋章奖章
- 修交勋章光化章（韩国，2014年9月19日批准[3]）